# Villemaur-sur-Vanne
Villemaur-sur-Vanne é uma ex-comuna francesa na região administrativa de Grande Leste, no departamento de Aube. Estendeu-se por uma área de 19,65 km². Em 2010 a comuna tinha 501 habitantes (densidade: 25,5 hab./km²).
Em 1 de janeiro de 2016 foi fundida com as comunas de Aix-en-Othe e Pâlis para a criação da nova comuna de Aix-Villemaur-Pâlis..